# Джефферсон (округ, Пенсильвания)
Джефферсон (англ. Jefferson County) — округ в США, штате Пенсильвания. По состоянию на 2010 год, численность населения составляла 45 200 человек. Получил своё название по имени третьего президента США Томаса Джефферсона.

## География
По данным Бюро переписи США, общая площадь округа равняется 1702 км², из которых 1696 км² суша и 3 км² или 0,21 % это водоемы.

### Соседние округа
- Форест (Пенсильвания) — северо-запад
- Элк (Пенсильвания) — северо-восток
- Клирфилд (Пенсильвания) — восток
- Индиана (Пенсильвания) — юг
- Армстронг (Пенсильвания) — юго-запад
- Кларион (Пенсильвания) — запад

## Демография

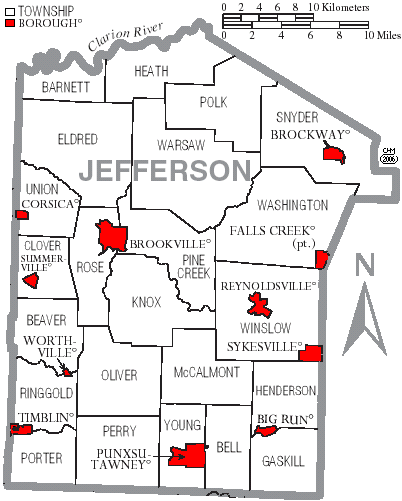
Карта округа Джефферсон, штат Пенсильвания. Боро выделены красным цветом, а тауншипы — белым.

По данным переписи населения 2000 года в округе проживает 45 932 жителей в составе 18 375 домашних хозяйств и 12 862 семей. Плотность населения составляет 27 человек на км². На территории округа насчитывается 22 104 жилых строений, при плотности застройки 13 строения на км². Расовый состав населения: белые — 98,97 %, афроамериканцы — 0,13 %, коренные американцы (индейцы) — 0,16 %, азиаты — 0,21 %, гавайцы — 0,01 %, представители других рас — 0,07 %, представители двух или более рас — 0,45 %. Испаноязычные составляли 0,41 % населения независимо от расы.
В составе 30,30 % из общего числа домашних хозяйств проживают дети в возрасте до 18 лет, 56,80 % домашних хозяйств представляют собой супружеские пары проживающие вместе, 9,10 % домашних хозяйств представляют собой одиноких женщин без супруга, 30,00 % домашних хозяйств не имеют отношения к семьям, 26,60 % домашних хозяйств состоят из одного человека, 13,80 % домашних хозяйств состоят из престарелых (65 лет и старше), проживающих в одиночестве. Средний размер домашнего хозяйства составляет 2,45 человека, и средний размер семьи 2,96 человека.
Возрастной состав округа: 23,60 % моложе 18 лет, 7,70 % от 18 до 24, 27,20 % от 25 до 44, 23,60 % от 45 до 64 и 17,90 % от 65 и старше. Средний возраст жителя округа 40 года. На каждые 100 женщин приходится 95,70 мужчин. На каждые 100 женщин старше 18 лет приходится 92,60 мужчин.